# ギマ科
ギマ科 (学名：Triacanthidae)は、フグ目に分類される魚類の分類群の一つ。4属7種が分類され、いずれもインド太平洋に分布する海水魚である。日本からはギマ1種のみが知られている。

## 分類
1859年にオランダの医師、爬虫類学者、魚類学者であるピーター・ブリーカーによって初めて科として提唱され、1968年にJames C. Tylerによってベニカワムキ科とともにベニカワムキ亜目に分類された。『Fishes of the World』第5版では、フグ目の亜目に分類されている。

## 下位分類
以下の属と種が分類されている。
- Pseudotriacanthus Fraser-Brunner, 1941
  - Pseudotriacanthus stigilifer Cantor, 1849 (long-spined tripodfish)
- ギマ属 Triacanthus Oken, 1817
  - ギマ Triacanthus biaculeatus Bloch, 1786 (Short-nosed tripodfish)
  - Triacanthus nieuhofii Bleeker, 1852 (Silver tripodfish)
- Tripodichthys Tyler, 1968
  - Tripodichthys angustifrons Hollard, 1854 (Black-flag tripodfish)
  - Tripodichthys blochii Bleeker, 1852 (Long-tail tripodfish)
  - Tripodichthys oxycephalus Bleeker, 1851 (Short-tail tripodfish)
- Trixiphichthys Fraser-Brunner, 1941
  - Trixiphichthys weberi B. L. Chaudhuri, 1910 (blacktip tripodfish)

## 形態
体は中程度に細く、強く側扁している。鱗は非常に小さく、皮が厚い。背鰭の第一条と腹鰭は非常に発達した棘となっている。口は小さく、吻の先端にある。歯は鋭く、外側には約10本の太い切歯が、内側には上顎で4本、下顎で2本の臼歯がある。尾鰭は深く二叉し、尾柄は細い。全長は15-30cm。

## 生態
インド太平洋に分布する。表層から水深60mまでの沿岸から大陸棚に生息する。軟体動物や甲殻類の殻を硬い歯で噛み砕いて捕食する。

## 化石記録
Acanthopleurus 属は、スイスのグラールス州で漸新世の地層から発見された A. serratus Agassiz, 1844 および A. collettei Tyler, 1980という種が知られている。ルーマニアの漸新世の地層から1977年に発見された Cephalacanthus trispinosus Ciobanu, 1977 は、以前はセミホウボウ科に分類されており、Acanthopleurusの幼体であるという考えもある。その他にはグラールス州から得られた Cryptobalistes や、イタリアのモンテボルカ産のProtacanthodes などがある。